# Реј Мистерио
Оскар Гутјерез (шп. Oscar Gutierrez; Сан Дијего, 11. децембар 1974) је мексичко-амерички рвач. Члан је WWE и познат је по свом професионалном имену Реј Мистерио. Тренирао га је ујак, Реј Мистерио Старији, а први наступ имао је са навршених 14 година. Све до 2001. наступао је под именом Реј Мистерио Млађи, а кад је 2002. потписао за WWE избацио је "млађи" из имена. Прије WWE-а борио се и у WCW-у, некадашњој познатој компанији која је престала са радом 2001. године. Реј је остварио низ титула у WWE-у и често је био миљеник публике. Био је WWE шампион једном (истог дана је освојио и изгубио титулу), World Heavyweight шампион два пута, Intercontinental шампион два пута, WWE тег тим шампион четири пута (Са Еџом (1), са Роб Ван Дамом (1), са Едијем Герером (1), и са Батистом (1)).Такође је три пута освојио Cruiserweight титулу, која је укинута 2008. Ројал Рамбл меч је освојио 2006. године. Готово сат времена се борио у рингу и ушао је први, због чега га многи сматрају најзаслужнијим побједником овог меча.